# Општина Георге Дожа (Муреш)
Георге Дожа (рум. Gheorghe Doja) општина је у Румунији у округу Муреш.
Oпштина се налази на надморској висини од 300 m.